# William Robertson (Haut-Canada)
Pour les articles homonymes, voir William Robertson et Robertson.
William Robertson (c. 1760-3 décembre 1806) est un homme politique et d'affaires du Haut-Canada.

## Biographie
Né à Monymusk près d'Aberdeen en Écosse, Robertson s'établit à Détroit dans la province de Québec en 1782. Il devient un important marchand de la traite des fourrures et est ensuite nommé à la cour du district Hesse dans le Haut-Canada. Roberston démissionne de la position de juge puisqu'il ne se sentait pas suffisamment qualifié pour ce poste.
En juillet 1792, il est nommé au conseil exécutif du Haut-Canada (en) et au conseil législatif du Haut-Canada (en). Il démissionne des deux conseils en novembre 1792.
En affaires, il est un proche de Robert Hamilton (en), qui a marié la veuve de son frère Samuel, Catherine Askin, en 1785. Il contracte aussi plusieurs contrats d'approvisionnement pour les garnisons du Haut-Canada. En 1797, il s'établit à Montréal et, après le décès de sa première épouse en 1800, retourne en Grande-Bretagne. Robertson se remarie en 1803.
En 1795, Robertson fait partie d'un partenariat avec Ebenezer Allen (en) et Charles Whitney du Vermont, Robert Randal (en) de Philadelphie et plusieurs autres sujets britanniques de Détroit, incluant le père de Catherine Askin, John Askin (en), afin de planifier l'achat de la basse péninsule du Michigan pour le compte du gouvernement des États-Unis.
Robertson meurt à Londres en 1806. Sa fortune revient à son arrière-petite-fille, Lucy Harris, qui demeure à Eldon House à London en Ontario.